# علي فايق زغلول
علي فايق زغلول (11 مارس 1924 - 13 أكتوبر 1995)، إذاعي مصري شهير. يعد أبا المنوعات الإذاعية العربية. بدأ حياته المهنية في عام 1947 كمحرر بمجلة الإذاعة. ثم انتقل في العام 1948 إلى مراقبة تنسيق البرامج بالإذاعة. وقدم «برامج الهواة»، «اخترت لكم»، «الطائرة 727»، «كلمة في خبر»، «برامجنا في الميزان»، «الغلط فين». وهذا الأخير تحول إلى برنامج «مسرح المنوعات» وهو أشهر برامجه على الإطلاق. واستمر في تقديمه لمدة 25 عاما متتالية حتى بعد تخطيه سن المعاش لما كان يحققه من نجاح، وقدم من خلاله مواهب غنائية شهيرة مثل: محمد العزبي، محمد رشدي، ماهر العطار، كمال حسني، أماني جادو، والفرقة الذهبية بقيادة صلاح عرام.

## أسرته
وله ابنان وابنة. أكبرهم زياد علي فايق يعمل مخرجاً إذاعياً ورئيسا لقسم المسلسلات بشبكة صوت العرب الإذاعية. كما أن حفيده فواز زياد يعمل مذيعاً بالإذاعة المصرية.